# بق الماء المتزحلق
الخَيْتَعُور أو بق الماء المتزحلق أو متزلج المياه أو فصيلة جيريدي (الاسم العلمي: Gerridae) هي فصيلة حشرات من نصفيات الأجنحة. وهي حشرات صغيرة قانصة هائمة على أسطح المياه ذات أرجل طويلة، وأغلب أنواعها تعيش على أسطح المياه العذبة وهناك عدد قليل منها يعيش على أسطح المياه البحرية، تمتلك الكواكب أجزاء فم متطورة للثقب والامتصاص ، وتميز نفسها بامتلاكها قدرة غير عادية على المشي على الماء، مما يجعلها حيوانات pleuston (تعيش على السطح). لقد تم بناؤها تشريحيًا لنقل وزنها لتكون قادرة على الجري فوق سطح الماء. نتيجة لذلك ، يمكن للمرء أن يجد على الأرجح عدادات مائية موجودة في أي بركة أو نهر أو بحيرة. تم وصف أكثر من 1700 نوع من الجريدس ، 10٪ منها بحرية.